# Douglas Karlberg
Douglas Love Carl Karlberg, född 10 juni 1997, är en svensk fotbollsspelare som spelar för Vasalunds IF.

## Karriär
Karlberg började spela fotboll i Skiljebo SK som sexåring. Han gjorde 20 mål på 54 matcher i Division 2 Norra Svealand mellan 2014 och 2017.
Inför säsongen 2018 värvades Karlberg av Västerås SK, där han skrev på ett tvåårskontrakt. Karlberg gjorde 12 mål på 27 ligamatcher i Division 1 Norra 2018 då klubben blev uppflyttade till Superettan. I december 2018 förlängde han sitt kontrakt i klubben fram över säsongen 2020. Säsongen 2019 spelade Karlberg 18 matcher och gjorde tre mål i Superettan. Han var även tillgänglig för spel i Skiljebo SK genom ett samarbetsavtal och gjorde två mål på lika många matcher i division 2. Under första halvan av 2020 gjorde Karlberg ett mål på 13 matcher i Superettan.
I augusti 2020 värvades Karlberg av IK Brage, där han skrev på ett 2,5-årskontrakt. Karlberg gjorde fem mål på 15 matcher under återstoden av Superettan 2020. Följande säsong gjorde han tre mål på 19 ligamatcher. I februari 2023 förlängde Karlberg sitt kontrakt med två år.
I februari 2024 värvades Karlberg av Vasalunds IF.

## Karriärstatistik
| Klubb              | Säsong             | Liga                      | Liga    | Liga | Svenska cupen | Svenska cupen | Totalt  | Totalt |
| Klubb              | Säsong             | Division                  | Matcher | Mål  | Matcher       | Mål           | Matcher | Mål    |
| ------------------ | ------------------ | ------------------------- | ------- | ---- | ------------- | ------------- | ------- | ------ |
| Skiljebo SK        | 2014               | Division 2 Norra Svealand | 2       | 0    | 0             | 0             | 2       | 0      |
| Skiljebo SK        | 2015               | Division 2 Norra Svealand | 11      | 0    | 0             | 0             | 11      | 0      |
| Skiljebo SK        | 2016               | Division 2 Norra Svealand | 17      | 4    | 0             | 0             | 17      | 4      |
| Skiljebo SK        | 2017               | Division 2 Norra Svealand | 24      | 16   | 0             | 0             | 24      | 16     |
| Skiljebo SK        | Totalt             | Totalt                    | 54      | 20   | 0             | 0             | 54      | 20     |
| Västerås SK        | 2018               | Division 1 Norra          | 27      | 12   | 2             | 1             | 29      | 13     |
| Västerås SK        | 2019               | Superettan                | 18      | 3    | 0             | 0             | 18      | 3      |
| Västerås SK        | 2020               | Superettan                | 13      | 1    | 3             | 2             | 16      | 3      |
| Västerås SK        | Totalt             | Totalt                    | 58      | 16   | 5             | 3             | 63      | 19     |
| Skiljebo SK (lån)  | 2019               | Division 2 Norra Svealand | 2       | 2    | 0             | 0             | 2       | 2      |
| IK Brage           | 2020               | Superettan                | 15      | 5    | 0             | 0             | 15      | 5      |
| IK Brage           | 2021               | Superettan                | 19      | 3    | 0             | 0             | 19      | 3      |
| IK Brage           | 2022               | Superettan                | 25      | 5    | 3             | 2             | 28      | 7      |
| IK Brage           | 2023               | Superettan                | 11      | 0    | 4             | 1             | 15      | 1      |
| IK Brage           | Totalt             | Totalt                    | 70      | 13   | 7             | 3             | 77      | 16     |
| Vasalunds IF       | 2024               | Ettan Norra               | 20      | 8    | 0             | 0             | 20      | 8      |
| Vasalunds IF       | 2025               | Ettan Norra               | 2       | 1    | 0             | 0             | 2       | 1      |
| Vasalunds IF       | Totalt             | Totalt                    | 22      | 9    | 7             | 3             | 22      | 9      |
| Totalt i karriären | Totalt i karriären | Totalt i karriären        | 206     | 60   | 12            | 6             | 218     | 66     |